# Kundlmühle
Kundlmühle ist ein Gemeindeteil der Gemeinde Thanstein im Landkreis Schwandorf (Oberpfalz, Bayern).

## Geographische Lage
Die Einöde Kundlmühle liegt ungefähr einen Kilometer nordöstlich von Thanstein und etwa zwei Kilometer westlich der Bundesstraße 22.

## Geschichte
Zum Stichtag 23. März 1913 (Osterfest) wurde Kundlmühle als Teil der Pfarrei Thanstein mit einem Haus und 3 Einwohnern aufgeführt.
Bis 1946 gehörte Kundlmühle zusammen mit Berg, Haindlhof, Tännesried, Thannmühle und Weihermühle zur selbständigen Gemeinde Berg.
Als 1946 die Gemeinde Berg aufgelöst wurde, kam Kundlmühle zur Gemeinde Thanstein.
Am 31. Dezember 1990 hatte Kundlmühle einen Einwohner und gehörte zur Pfarrei Thanstein.